# Рябошапка Іван Григорович
Іван Григорович Рябошапка — український штундиський й баптиський проповідник, місіонер, пресвітер церкви села Любомирка Херсонської губернії, тепер у Олександрівському районі Кіровоградської області.
Іван Рябошапка був кріпосним селянином поміщика Шибеко, з бідної православної родини. В юності у пошуках заробітку він обійшов багато сіл й міст України. Після одруження поступив працювати на поміщицький млин. Його родину спіткало велике випробування: троє дітей померли один за іншим.
Після скасування кріпосного права Іван Рябошапка познайомився з баптистом Мартіном Гюбнером з німецької колонії Старий Данциг (тепер село Карлівка Кропивницького району Кіровоградської області). Через спілкування з ним й вивчення Біблії Іван Рябошапка й сам став баптистом. В його будинку почали збиратися люди, щоб послухати Євангеліє.
Рябошапка за зручного випадку проповідував навіть на ярмарках. Він вилазив на воза й кликав слухачів криками: «Знайшов, знайшов»! Коли збиралася достатня група слухачів, він говорив, що його знахідка — правда про Бога й спасіння душі. Рябошапка виймав з кишені Євангеліє й починав проповідувати.
За проповіді Рябошапка двічі, у 1867 й 1868 роках, піддавався арештам. У 1870 році через утисків сільського й волосного начальства Іван Рябошапка звернувся до новоросійського генерал-губернатора Павла Коцебу з проханням про дозвіл йому й ще 20 родинам (всього 45 осіб) відокремитися й вийти на помешкання «на вільні степи», щоб вести спільне господарство. Це була перша спроба створення євангельської сільськогосподарської комуни (у 1920-х роках ця практика набула поширення у середовищі євангельських християн). Проте Коцебу відповів на його прохання відмовою.
Іван Рябошапка прийняв хрещення у квітні 1870 року від баптиста Юхима Цимбала. 8 червня 1871 року Рябошапка сам хрестив Михайла Ратушного й з них 48 душ у Одеському повіті.
Не пізніше 1873 року Рябошапка разом з Михайлом Ратушним, Йоганном Вілером й Г. Кушнеренко склали «Правила віросповідання перетвореного Російського Братства» (інша назва: «Віровчення Михайла Ратушного») — перше або одне з перших віровчень російських баптистів.
Іван Рябошапка брав участь у роботі конференції віруючих євангельського сповідання, що проходила в 1882 році у колонії Рюкенау (Таврійська губернія); він був делегатом об'єднаного з'їзду представників євангельських течій у Петербурзі в 1884 році й першого з'їзду баптистів в Нововасилівці у тому ж 1884 році. На цьому з'їзді був заснований Союз російських баптистів. Учасники з'їзду направили Рябошапку для проповіді Євангелія у Київську губернію.
На конференції у Володикавказі, що проходила в 1885 році, Рябошапка був обраний благовісником по Херсонській й Київській губерніях.
В 1894 році, в період жорстоких репресій, Рябошапка був висланий на п'ять років під нагляд поліції на Закавказзі, в місто Єреван. На підставі циркуляру, що дозволяв засланців виїжджати за кордон назавжди, без права повернення в Росію, він подав таке прохання. Але відповідь була, коли 5-річний термін заслання у Єревані вже закінчувався. Він отримав дозвіл виїхати до Константинополя, а звідти він переїхав до Болгарії, в Софію, де помер 5 лютого 1900 року.